# Berglwiesenstraße 134

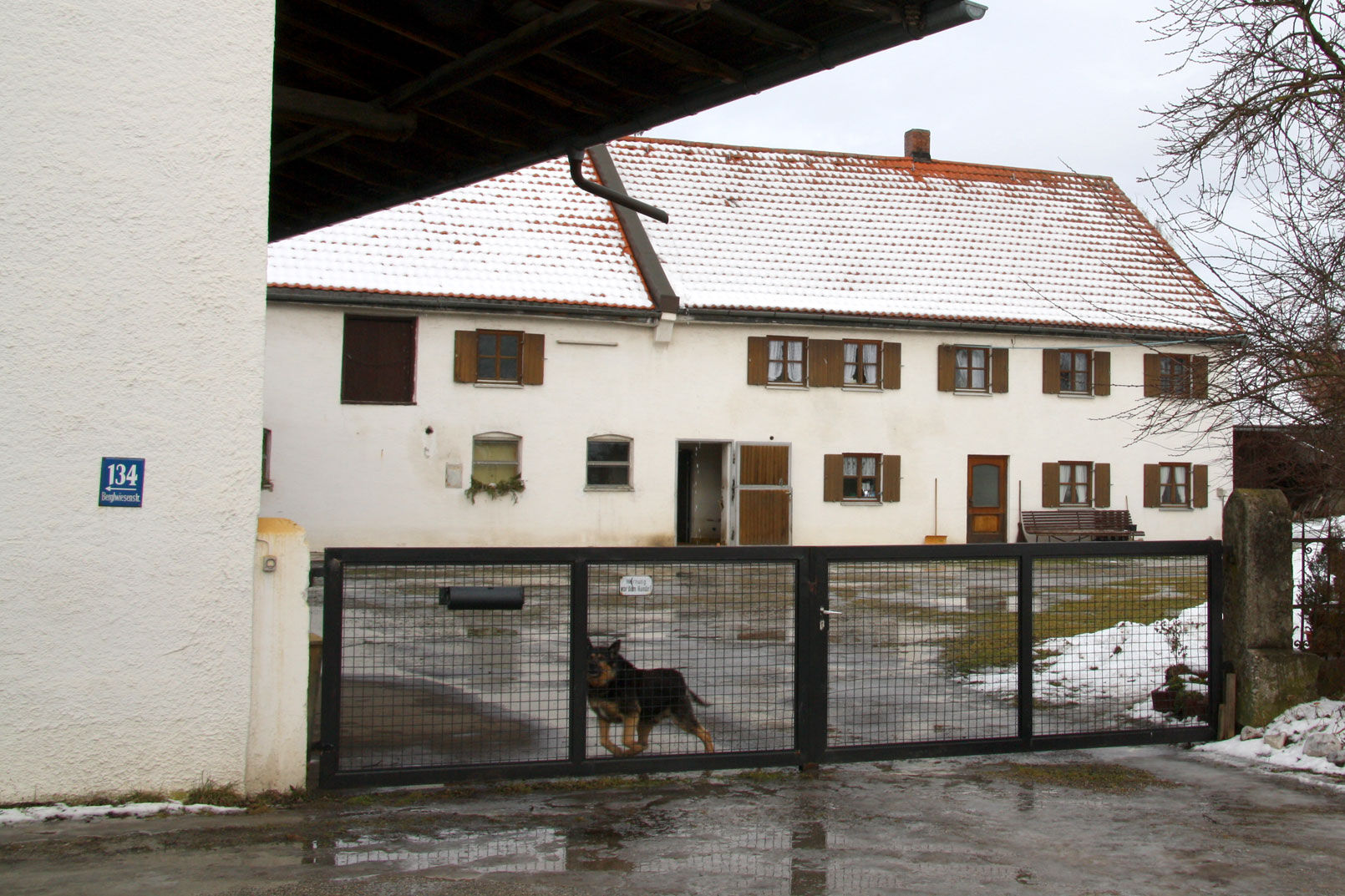
Wohnteil des ursprünglichen Einfirsthofs mit angrenzendem Wirtschaftsteil

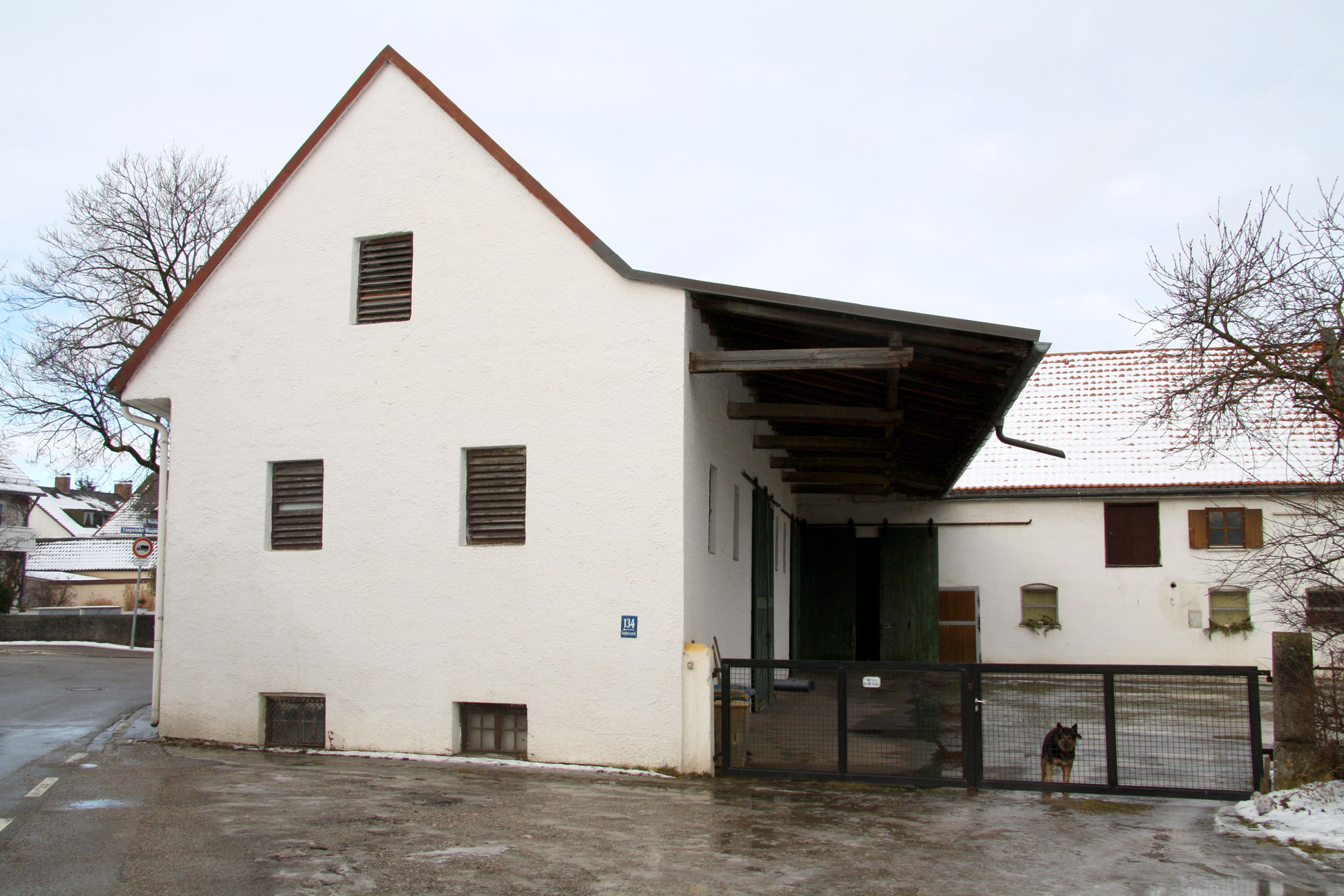
Stadel entlang der Berglwiesenstraße

Berglwiesenstraße 134 ist ein Bauernhof in München. Er wird heute noch landwirtschaftlich genutzt. Das Gebäude ist als Baudenkmal in die Bayerische Denkmalliste eingetragen.

## Beschreibung
Der Bauernhof liegt im Ortskern von Langwied östlich der Berglwiesenstraße gegenüber der Einmündung der Langwieder Hauptstraße. Der heutige Bau wurde im 19. Jahrhundert als Einfirsthof errichtet. 1903 wurde der Wirtschaftsteil erneuert, 1908 eine zusätzliche Scheune quer an den Wirtschaftsteil angebaut.
Somit hat der Hof heute die Form eines Hakenhofs. Der zweigeschossige Bau trägt ein Satteldach. Das etwa 40 m lange Hauptgebäude liegt quer zur Straße und verläuft in Ost-West-Richtung. Im Osten liegt der Wohnteil, im Westen der Wirtschaftsteil. Entlang der Straße schließt sich das neue, etwa 30 m lange Scheunengebäude an. Sein Dach steht zur Hofseite hin weit vor.